# Großer Glubigsee
Der Große Glubigsee ist ein rund 58 Hektar umfassender Natursee im Landkreis Oder-Spree in der Gemeinde Wendisch-Rietz. Er liegt im Naturpark Dahme-Heideseen und gehört zur Glubigseenkette, die über verschiedene Gewässer zur Dahme beziehungsweise Spree entwässert.
Der Große Glubigsee wird als mesotropher, kalkreicher, geschichteter See mit relativ großem Einzugsgebiet eingestuft. 60 % des unmittelbaren Teileinzugsgebiets sind von Wald bedeckt, weitere 36 % sind Ackerland. Am Südostufer des Sees gibt es einen Ferienpark und eine Klinik. Das Westufer grenzt an ein militärisches Sperrgebiet.

## Geographie, Wasserzufuhr und Entwässerung
Der Große Glubigsee ist Teil einer glazialen Schmelzwasserrinne der Beeskower Hochfläche beziehungsweise Beeskower Platte, die unter Nr. 824 in den Naturräumlichen Haupteinheiten Deutschlands als Teil des Ostbrandenburgischen Heide- und Seengebiets (Nr. 82) geführt wird. Die Platte befindet sich zwischen dem von der Spree durchflossenen Berliner Urstromtal im Norden und dem Baruther Urstromtal beziehungsweise Spreewald im Süden. Die in der Rinne verbliebenen Seen werden als Glubigseenkette bezeichnet und erstrecken sich von Nord nach Süd. Die Entwässerung erfolgt von Süd nach Nord über Fließe, die die Seen verbinden. Ausgehend vom 43 Meter hoch gelegenen Grubensee (auch: Tiefer See) gelangen die Wasser über den Melangsee in den 39,1 Meter hoch gelegenen Springsee und weiter über das Springseefließ, den Großen Glubigsee (39 Meter) und Kleinen Glubigsee bei Wendisch-Rietz in den Scharmützelsee (38,0 Meter), dem mit 1.203 Hektar zweitgrößten natürlichen See Brandenburgs und Bestandteil der gut 33 Kilometer langen Bundeswasserstraße Storkower Gewässer (SkG). Der Scharmützelsee wiederum entwässert über das kanalartig ausgebaute, fast zwei Kilometer lange Wendisch Rietzer Fließ, den Großen Storkower See (auch Dolgensee) und den Storkower Kanal zum Wolziger See und über weitere Gewässer letztlich in die Dahme und Berliner Spreegewässer. Neben dem Hauptzufluss aus den südlich gelegenen Seen der Glubigseenkette wird der Große Glubigsee in geringem Maße durch eine südöstlich gelegene Quelle gespeist.

## Gewässersteckbrief und trophische Charakteristik
Nach einer Bestandsaufnahme im Jahr 2017 gibt der Steckbrief nach der EG-Wasserrahmenrichtlinie (EG-WRRL) für den Großen Glubigsee (Wasserkörper-Nr. 8000158284167) eine Fläche von 56 ha (in leichtem Kontrast zu 58 ha bei Nixdorf u. a.) und ein Einzugsgebiet von 16 km² an. Das Seevolumen beträgt 2,66 Millionen m³ (Nixdorf: 3 Millionen m³). Die maximale Tiefe liegt bei 13 Metern, die größte Länge des von Nordnordost nach Südsüdwest gestreckten Gewässers bei 1210 und die größte Breite bei 740 Metern.
Das Gewässer wird als „kalkreicher, geschichteter See mit relativ großem Einzugsgebiet, Typ 10,“ eingestuft. Der Wasserkörper zirkuliert zweimal jährlich im Frühjahr und im Herbst, während im Sommer und Winter lang anhaltende Phasen stabiler Schichtung auftreten (dimiktisches Gewässer). Die untere Schicht, das Hypolimnion enthält 6 % des Seevolumens und ist bereits im Mai oder Anfang Juni anaerob. Der ökologische Zustand wurde auf einer fünfstufigen Skala mit 3 („Die Werte für die biologischen Qualitätskomponenten weichen mäßig vom Referenzzustand ab.“) bewertet. Der chemische Zustand wurde aufgrund der Belastung mit Quecksilber als „nicht gut“ angesehen. 2009 waren beide noch mit „gut“ bewertet worden. Der LAWA-Trophieindex lag 2016 bei 2,1, womit der See als mesotroph gilt. Noch in der Mitte der 1990er Jahre war er stark eutroph.

## Flora und Fauna
Das unmittelbare Teileinzugsgebiet des Sees setzte sich 2004 aus 60 % Waldfläche (inklusive Feuchtgebiete), 36 % Ackerland, 2 % Grünland und rund 2 % Wohnfläche zusammen. Die Wälder – im Osten die Behrensdorfer Heide und im Westen der militärische Standortübungsplatz – reichen bis dicht an das Seeufer heran. Es dominieren Kiefern, in die Schwarzerlen, Traubeneichen, Birken und Espen eingestreut sind.
Die Biomasse an Algen hat sich von 1994 bis 1999 von ehemals 13 mg/l auf 3,7 mg/l verringert. In den Sommermonaten waren im Phytoplankton oft Cyanobakterien vorherrschend. Das Zooplankton wurde 1993/94 von den Ruderfußkrebsen Eudiaptomus gracilis und Cyclops vicinus geprägt. An Fischen kommen im See Aal, Barsch, Zander, Schleie, Brachse, Rotauge, Rotfeder, Güster und Spiegelkarpfen vor. An der Spitze der Nahrungskette im Sees steht der Hecht.

## Etymologie
Das Gewässer wurde bereits 1643 als Glubrigk erwähnt. In späteren Dokumenten erscheint es als Gros Glubike (1748) und Gr. Glubig (1751). Der Name des Sees leitet sich vom altsorbischen *Glubok- (‚tiefer (See)‘) ab.

## Geschichte
Am Nordwestufer des Großen Glubigsees, am Ort des späteren Wohnplatzes Glubigsee, bestand ab 1719 ein Teerofen, der auch im Schmettauschen Kartenwerk von 1767/87 verzeichnet ist. Die Seen der Glubigseekette wurden erst am Anfang des 18. Jahrhunderts, in der Regierungszeit des „Soldatenkönigs“ Friedrich Wilhelm I. untereinander und mit dem Scharmützelsee durch Gräben verbunden. Ab 1732 konnte Holz aus den königlichen Wäldern am Springsee bis in den Wolziger See geflößt werden.

## Freizeit, Tourismus, Sport
Am südöstlichen Ufer des Großen Glubigsees gibt es einen Ferienpark mit öffentlicher Badestelle, Bootsverleih und Kinderspielplatz. Von Wendisch Rietz am Scharmützelsee führt eine beliebte Wasserwandertour über den Großen Glubigsee zum Naturcampingplatz an der Südspitze des Springsees. Motorboote sind auf dem See nicht zugelassen. Das Angeln im Großen Glubigsee ist mit einer entsprechenden Erlaubnis gestattet. Mehrere Steganlagen am Südostufer sind frei zugänglich. Entlang des Ostufers verläuft die 66-Seen-Regionalparkroute, auch als 66-Seen-Rundweg bezeichnet, ein aus mehreren Etappen bestehender Wanderweg der Metropolregion Berlin/Brandenburg rings um Berlin.